# 발디스 돔브로우스키스
발디스 돔브로우스키스(라트비아어: Valdis Dombrovskis, 1971년 8월 5일~)는 라트비아의 정치인으로, 2009년부터 2013년까지 제20대 라트비아의 총리를 맡았다. 총리를 맡기 이전에는 라트비아의 재무장관(2002년~2004년), 새 시대당(Jaunais laiks) 소속 사에이마 의원, 유럽 의회 의원을 역임하였다.
2013년 리가 슈퍼마켓 지붕 붕괴 사고의 책임을 지고 사임하였다.

## 수훈
- 삼성 훈장 사령관장(2014년 10월)
- 테라 마리아나 십자장 1급(2012년 5월)
- 핀란드 백장미 일등사령관장(2013년 9월)
- 야로슬라우 현공 훈장 1급(2021년 8월 23일)
- 야로슬라우 현공 훈장 2급(2019년 2월 27일)